# Star Trek (film, 1979)
Star Trek (engelska: Star Trek: The Motion Picture) hade biopremiär i USA den 12 juli 1979 och var den första Star Trek-långfilmen av hittills totalt 12 stycken.

## Handling
När en oidentifierad, främmande rymdvarelse i form av ett stort kraftfält förstör tre kraftfulla klingonska kryssare återvänder amiral James T. Kirk (William Shatner) till kaptensstolen till kapten Willard Deckers (Stephen Collins) stora förtret. Den nyligen ombyggda U.S.S. Enterprise är knappt rymdvärdig men Kirk pressar Scotty (James Doohan) att Enterprise är det skepp som är bäst lämpat för att stoppa den främmande inkräktaren som nu obarmhärtigt närmar sig Jorden. Den gamla besättningen återförenas med undantag av Mr. Spock (Leonard Nimoy) som befinner sig på sin hemplanet Vulcan där han genom ritualen Kolinahr försöker befria sig från alla känslomässiga bördor. Han känner sig emellertid dragen till den främmande rymdvarelsen och avbryter sina studier för att ansluta sig med Enterprise.
Väl framme vid inkräktaren finner sig Spock i en slags telepatisk kontakt med främlingen och meddelar att denne försökt kontakta "skaparen" men inte fått svar. Efter omprogrammering av skeppskommunikationssystemen lyckas de sända vänskapssignaler till främlingen och undgår med nöd och näppe förintelse.
Efter att ha penetrerat kraftfältet tas navigatören, Lt. Ilia (Persis Khambatta) från bryggan och återvänder senare i samma mänskliga form men med en mekanism som fjärrstyrs av främlingen och som fjärrstyr henne. Vi får då veta att främlingen kallar sig V'Ger och att denne är på jakt efter sin skapare som ska finnas på jorden. Mekanismen säger även att kolföreningarna (människorna) som förorenar Enterprise och Jorden måste förstöras för att skaparen ska kunna kontaktas. Kirk säger då att skaparen kontaktar inte V'Ger om inte V'Ger tar bort massförstörelsevapnen ovanför jorden. Skeppet tas då in till mitten av kraftfältet där det framkommer att V'Ger egentligen är Voyager 6, en fiktiv sjätte rymdsond i Voyagerprogrammet och att signalen V'Ger sänt ut var en radiosignal som skulle orsaka Nasas datorer att begära nerladdning av information. Spock spekulerar att Voyager 6 upptäcktes av de mekaniska invånarna på en maskinplanet. Maskinerna fann Voyagers simpla programmering - samla in så mycket information som möjligt - och byggde en farkost som deras avlägsne och simple kusin kunde fullborda sitt uppdrag i.
Efter att ha hittat nedladdningskoden matas den in i Voyagers dator av Decker som sedan tillsammans med den mekaniska Ilia absorberas av V'Ger. De övriga klarar sig precis undan när kraftfältet, skeppet och Voyager försvinner.

## Om filmen
I kölvattnet av Star Treks popularitet i början av 1970-talet gjordes flera misslyckade försök att producera en spelfilm baserad på Star Trek. Ett antal idéer lanserades för en film som skulle tituleras Trek II. Däribland "The God Thing" av Gene Roddenberry om en farkost som besöker Jorden och påstår sig vara Gud, en historia av Harlan Ellison om utomjordiska reptiler som förändrar jordens förflutna med avsikt att göra ormar evolutionärt dominerande och "The Planet of the Titans".

## Rollista
| William Shatner   | – Amiral/Kapten James T. Kirk                                                    |
| Leonard Nimoy     | – Kommendörkapten (Commander) Spock                                              |
| DeForest Kelley   | – Kommendör, Dr. Leonard McCoy                                                   |
| James Doohan      | – Kommendör Montgomery Scott                                                     |
| George Takei      | – Örlogskapten (Lt. Commander) Hikaru Sulu                                       |
| Walter Koenig     | – Löjtnant Pavel Chekov                                                          |
| Nichelle Nichols  | – Örlogskapten Uhura                                                             |
| Majel Barrett     | – Örlogskapten, Dr. Christine Chapel                                             |
| Grace Lee Whitney | – Administrativ underofficer (Transporter CPO (Chief Petty Officer)) Janice Rand |
| Persis Khambatta  | – Löjtnant Ilia                                                                  |
| Stephen Collins   | – Kommendörkapten Willard Decker                                                 |
| Mark Lenard       | – Klingonkapten                                                                  |

### Fotnoter
1. ↑  ”Star Trek: The Motion Picture” (på engelska). Box Office Mojo. 7 december 1979. http://www.boxofficemojo.com/movies/?id=startrek.htm. Läst 7 september 2016.
2. ↑  Persis Khambatta, IMDb. Läst 2015-06-21